# 享年
享年（きょうねん）とは、死亡時の年齢を表す漢語。人が「天から享（う）けた年数」という意味であり、この世に存在した年数である。

## 語義
年齢を表す漢語表現には「年歯（ねんし）」、「享年（きょうねん）」、「行年（ぎょうねん）」、「春秋（しゅんじゅう）」などがある。このうち享年（きょうねん）は死亡時の年齢を表す漢語で相対的に新しい表現とされている。
位牌などに享年（あるいは行年）を記載することがあるが、寺院や地域によって解釈に違いがある。
まず、日本では満年齢の概念が存在せず数え年のみが使われていたため、享年にも伝統的に数え年が使用されていた。数え年は元日を基準とするので新暦の導入以前は暦法により元日が新暦とは異なる。ただ将来分かりやすいよう享年を満年齢で墓に彫刻する例もあれば、既に彫刻されている先祖の年齢表記の方法に合わせて彫刻する例もある。「享年」と「行年」に関して現実には寺院や地域によって解釈に違いがあるため、位牌の記載などに関しては寺院などで確認する必要がある。
また、本来、「享年」は何年生きたかであり数字の下に「歳」を付けないが、「行年」は何歳まで生きたかであるから数字の下に「歳」を付けるとされた。しかし、国立国語研究所によると「享年〜歳」の用例は近世の文語平叙文にみられる表現としている。享年に「歳」を付ける表記も一般的になりつつあり、例えば『広辞苑』など一部の国語辞典では凡例に「享年〜歳」と記載している。
また、共同通信社が発行する『記者ハンドブック』では2022年の第14版で初めて享年が掲載されたが、共同通信に加盟している地方紙から様々な意見があったとしており、2020年代においても地域性が見られた。

## 同義語
同様に死亡時の年齢を表す語として行年（ぎょうねん）がある。「娑婆で修行した年数」、「行（時が進むの意味）の年数」の意味。中村元ほか編著の岩波仏教辞典（岩波書店）には、行年は「特に仏教語というわけではない」とある。
また、天皇や上皇の崩御時の年齢を表す語として叡算（えいさん）、宝算（ほうさん）、僧侶の死没時の年齢を表す語として世寿（せじゅ）、俗寿（ぞくじゅ）がある。